# مغان (تشناران)
مغان (بالفارسية: مغان) هي قرية تقع في قسم رادكان الريفي (مقاطعة تشناران) في إيران. يقدر عدد سكانها بـ 384 نسمة بحسب إحصاء 2016.